# أندي سركيس
أندي سركيس (بالإنجليزية: Andy Serkis)‏ هو ممثل إنجليزي من اصل عراقي أرمني بدأ مسيرته الفنية عام 1989.
مواليد 20 أبريل 1964 في ميدلسكس، المملكة المتحدة، لأب عراقي وأم إنكليزية، كان اللقب الأصلي لأسلافه هو "سركيسيان"، نشأ بين روزليب في إنجلترا وبغداد بالعراق. كانت والدته - ليلى ويتش - نصف عراقية ونصف إنجليزية، ومعلمةً للأطفال ذوي الإعاقة؛ أما والده - كليمان سركيس - كان طبيب أمراض نساء عراقيًا أرمنيًا.

## الأعمال
- سيد الخواتم: رفقة الخاتم
- سيد الخواتم: البرجان
- سيد الخواتم: عودة الملك
- 13 أصبحت 30
- كينغ كونغ
- العظمة
- التدفق البعيد
- صحوة كوكب القردة
- مغامرات تان تان
- بريث
- الليالي العربية
- بلاك بانثر
- ذا باتمان
- إنكهارت

## وصلات خارجية
- أندي سركيس على موقع IMDb (الإنجليزية)
- أندي سركيس على موقع روتن توميتوز (الإنجليزية)
- أندي سركيس على موقع مونزينجر (الألمانية)
- أندي سركيس على موقع ألو سيني (الفرنسية)
- أندي سركيس على موقع ميوزك برينز (الإنجليزية)
- أندي سركيس على موقع تيرنر كلاسيك موفيز (الإنجليزية)
- أندي سركيس على موقع أول موفي (الإنجليزية)
- أندي سركيس على موقع بوكس أوفيس موجو (الإنجليزية)
- أندي سركيس على موقع قاعدة بيانات الأفلام السويدية (السويدية)
- أندي سركيس على موقع إن إن دي بي (الإنجليزية)

https://youtu.be/J6Jtc12v7Qc?t=354
- الموقع الإلكتروني